# 敲竹杠
敲竹杠，中国俗语，最早见于清末小说《官场现形记》，而今日在各地都有广泛使用。一般指利用他人的弱点或把柄来为自己谋取钱财或其他利益。

## 出典
敲竹杠的出处，一说为清末时期，英帝国大量向清朝输入鸦片，而一些鸦片贩子为了躲过官府的检查，将鸦片藏于挑担的竹竿中，以蒙混过关。有一位检查官，观察到这些贩子的竹竿都从不离身，意识到其中有诈。就走到贩子身边，使用抽旱烟的烟管敲了敲竹竿，发现声音沉闷，似有装物，就对贩子说：“你这竹杠里藏了什么东西？是不是鸦片？”贩子惊慌之下，便拿出银两塞给检察官，检察官见有利可图，也就对鸦片贩子放行。自此后，凡有检察官去敲一敲竹杠，贩子都会拿出银两，这个规矩便逐渐流传开来。时间长了，“敲竹杠”就成了敲诈他人的形容词。
另一说同为清末时期，上海租界的外国巡捕，对一般百姓欺侮凌辱、敲诈勒索，甚至关进警局用竹竿抽打。而百姓为免灾，就给些钱财，以减轻处罚。久而久之，大家就用敲竹杠来形容敲诈勒索的行为了。